# Świniary (gromada w powiecie buskim)
Świniary – dawna gromada, czyli najmniejsza jednostka podziału terytorialnego Polskiej Rzeczypospolitej Ludowej w latach 1954–1972.
Gromady, z gromadzkimi radami narodowymi (GRN) jako organami władzy najniższego stopnia na wsi, funkcjonowały od reformy reorganizującej administrację wiejską przeprowadzonej jesienią 1954 do momentu ich zniesienia z dniem 1 stycznia 1973, tym samym wypierając organizację gminną w latach 1954–1972.
Gromadę Świniary z siedzibą GRN w Świniarach utworzono – jako jedną z 8759 gromad na obszarze Polski – w powiecie buskim w woj. kieleckim, na mocy uchwały nr 13a/54 WRN w Kielcach z dnia 29 września 1954. W skład jednostki weszły obszary dotychczasowych gromad Świniary i Zielonki ze zniesionej gminy Pawłów oraz kolonia Ugory z dotychczasowej gromady Piestrzec ze zniesionej gminy Wójcza w tymże powiecie. Dla gromady ustalono 11 członków gromadzkiej rady narodowej.
Gromadę zniesiono 31 grudnia 1959, a jej obszar włączono do gromad Biechów (wsie Świniary Kościelne, Świniary Zielenieckie i Świniary A oraz kolonię Ugory) i Solec (wieś Zielonki).